# Danil Kuraksin
Danil Kuraksin (* 4. April 2003 in Tallinn, Estland) ist ein estnischer Fußballspieler, der als Stürmer beim estnischen Verein FC Flora Tallinn spielt.

## Karriere

### Verein
Kuraksin spielte als Kind zunächst bei Kalev Tallinn in seiner Geburtsstadt. Im Alter von 14 Jahren wechselte er zum Lovalrivalen FC Flora Tallinn, bei dem er zur Saison 2022 in der Profi-Mannschaft aufrückte, nachdem er bereits in der Saison 2020 dort einen Kurzzeiteinsatz hatte.
Dadurch durfte er sich in den Spielzeiten 2020, 2022 und 2023 estnischer Meister nennen. Im Februar 2024 gehörte er mit zur Mannschaft, die den estnischen Supercup gewann.

### Nationalmannschaft
Nachdem Kuraksin zunächst in der estnischen U 16- und  U 17-Junioren-Nationalmannschaft bei mehreren Freundschaftsspielen eingesetzt worden war, nahm er mit der U 19-Nationalmannschaft an Qualifikationsspielen zur U 19-Europameisterschaft 2022 teil.
Ab 2022 bestritt er Qualifikationsspiele zur U 21-Europameisterschaft 2023 und 2025 für die U 21-Nationalmannschaft. Im Januar 2023 hatte er sein erstes Länderspiel für die A-Nationalmannschaft bei einem Freundschaftsspiel gegen Finnland. Zwei weitere Freundschaftsspiele folgten im Juni 2024.

## Erfolge
FC Flora Tallinn
- estnischer Meister: 2020, 2022, 2023
- Gewinner estnischer Supercup: 2024